# Leonardo Leo
Leonardo Leo (sz. Lionardo Oronzo Salvatore de Leo; San Vito dei Normanni, 1694. augusztus 5. – Nápoly, 1744. október 31.) itáliai barokk zeneszerző.

## Élete és munkássága
Leonardo Leo 1694-ben San Vito degli Schiavoniban született (mai nevén San Vito dei Normanni). A tartomány akkoriban a Nápolyi Királyság része volt. Zenei tanulmányait 1703-ban kezdte a nápolyi Conservatorio della Pietà dei Turchini falai között. Francesco Provenzale és Nicola Fago tanítványa volt. Feltételezhetőn vett órákat Alessandro Scarlattitól is, de az ő stílusa nem gyakorolt nagyobb hatást későbbi művészetére. Első ismert kompozíciója 1712-ből származik L'infedeltà abbattuta címmel. A darabban egy szent életét dolgozta fel.
1714-ben már egy operával állt elő az udvari színház számára Pisistrato címmel, amelyet a korabeli kritika igen nagyra értékelt. Ezután több pozíciót is elnyert a királyi kápolnában, a komponálást pedig tovább folytatta és közben a nápolyi konzervatórium tanára is lett. 1722-ben több komikus jelenetet komponált Francesco Gasparini Bajazett című vígoperájába, majd a következő évben egy saját opera buffával állt elő La’mpeca scoperta címmel. A darab nápolyi nyelvjárásban íródott.
1739-ben mutatták be leghíresebb komikus operáját Amor vuol sofferenze címen, de legnagyobb sikert a La Finta Frascatana című darabbal érte el. Mintegy 30 operát komponált, és nemcsak a vígopera, hanem az opera seria műfajában is figyelemreméltó darabokat alkotott. Ezek a művek a korabeli nápolyi opera jellegzetességeit viselik magukon. A szerző sajátossága az áriák ellenpontos kidolgozása és a gondos szólamtechnika. Az opera seriákat esetenként komikus elemekkel tarkítja és bevezeti bennük a kórus használatát is. Az intermezzók és a zenés komédiák viszont az opera seria hatását tükrözik. Operanyitányai a klasszicizmus szimfonizmusának előfutárai.
Operái mellett több oratóriumot is írt. Legkevesebb hat mű minden kétséget kizáróan az ő munkája, a többi darab szerzősége vitatott. Az említett hat darab nápolyi és bolognai előadásokra készült, és sajnos csak hármójuk zenéje maradt fent. Oratóriumaiban Alessandro Scarlatti oratóriumhagyományait folytatja. Ezenkívül jelentős egyházzenei kompozíciókat is az utókorra hagyott. 1739-ben jelent meg Miserere concertato a due cori című gyűjteménye, amely 50 zsoltár megzenésítést tartalmaz, két négyszólamú kórusra és basso continuóra. A kórusrészek szabadon kezelt recitatívókkal váltakoznak. A darabok modernizált Palestrina-technikája példa értékű a 18. századi nápolyi egyházi zeneszerzők számára. A gyűjtemény nagyon népszerű volt és Palestrina mellett ezt tekintették a régi itáliai egyházzene modelljének.
1744-ben, ötvenéves korában halt meg Nápolyban, tekintélyes életművet hagyva maga után.

## Operái
1. Sofonisba 1719
2. Cajo Gracco 1720
3. Bajazette 1722
4. Tamerlano 1722
5. Timocrate 1723
6. Zenobia in Palmira 1725
7. Astianatte 1725
8. La somiglianza 1726
9. L'Orismene, overo dagli sdegni gli amori 1726
10. Ciro riconosciuto 1727
11. Argene 1728
12. La zingara 1731
13. Intermezzi per l'Argene 1731
14. Catone 1732
15. Amore dà senno 1733
16. Emira (con intermezzi di Ignazio Prota, 1735
17. La clemenza di Tito 1735
18. Onore vince amore 1736
19. La simpatia del sangue 1737
20. Siface 1737
21. Festa teatrale 1739
22. La contesa dell'Amore e della virtù 1740
23. Alessandro 1741
24. Demoofonte 1741
25. Andromaca 1742
26. Vologeso 1744
27. La finta Frascatana 1744
28. Amor vuol sofferenza
29. Artaserse
30. Lucio Papirio
31. Arianna e Teseo
32. L'Olimpiade
33. Evergete
34. Il matrimonio anascoso
35. L'Alidoro
36. Alessandro nell'Indie
37. Il Medo
38. Nitocri, regina di egitto
39. Il Pisistrato 1714
40. Il trionfo di Camillo
41. Le nozze di Psiche
42. Achille in Sciro
43. La’mpeca scoperta 1723

## Fordítás
- Ez a szócikk részben vagy egészben  a   Leonardo Leo című francia Wikipédia-szócikk fordításán alapul.  Az eredeti cikk szerkesztőit annak laptörténete sorolja fel. Ez a jelzés csupán a megfogalmazás eredetét és a szerzői jogokat jelzi, nem szolgál a cikkben szereplő információk forrásmegjelöléseként.